# 谷立言
谷立言（直譯：雷蒙德·F·格林）是一名美國外交官，現任美國在台協會台北辦事處處長（大使），精通日語和中文。谷立言歷任美國駐菲律賓大使館政治官、美國在台協會台北辦事處政治組副組長（2002年—2005年）、「貝克－加藤國際交流計畫」首位美國外交官（2005年—2006年）、美國駐日大使館政治軍事組長（2006年—2009年）、美國駐沖繩總領事（2009年—2012年）、美國駐成都總領事館總領事（2014年—2017年）、美國在台協會台北辦事處副處長（2018年—2021年）、美國駐日本大使館臨時代理大使（2021年—2022年）、美國駐日本大使館公使兼副館長（2022年—2024年），及美國國安會日本與東亞經濟事務處主任等職。谷立言夫人為柯雅文（Yawen Ko），出身自台北。
2024年5月28日，美國在台協會宣布谷立言將接替孫曉雅任臺北辦事處處長(大使)，7月9日就任。

## 學歷
- 馬里蘭大學學院市分校政治學、日語學士[3]
- 馬里蘭大學學院市分校公共管理碩士[3]

## 獲獎
- 美國國防部長功勳文職服務獎（英语：Meritorious Civilian Service Award）[3]
- 加藤良三獎（促進美日同盟有功）[3]
- 中華民國外交部睦誼外交獎章[8][9]